# Vinerea Albă (1916)
Vinerea Albă a avut loc în timpul campaniei italiene din Primului Război Mondial. Cea mai semnificativă avalanșă a lovit cazarmele austro-ungare de pe Muntele Marmolada, ucigând 270 de soldați. Alte avalanșe în aceeași zi au lovit pozițiile italiene și austro-ungare, ucigând sute. Potrivit unor rapoarte, ambele tabere au tras în mod deliberat obuze în straturile de zăpadă slăbite, în încercarea de a îngropa sub zăpadă cealaltă parte.
O estimare aproximativ exactă a numărului de victime din avalanșele din Vinerea Albă nu este înregistrată; documentele istorice sugerează cel puțin 2.000 de soldați morți și câteva zeci de civili.
Deși apariția avalanșelor în Dolomiți a avut loc într-o zi de miercuri în anul 1916, termenul „Vinerea Albă” a fost folosit pentru a inventa acea zi dezastruoasă, iar incidentul este comemorat în fiecare an pe 13 decembrie, care este marcată și de Ziua Sfintei Lucia, o sărbătoare religioasă comemorativă practicată de majoritatea catolicilor italieni.

## Avalanșele de pe vârful Gran Poz
Cazarmele militare austro-ungare Kaiserschützen au fost construite pe vârful Gran Poz (aproximativ 11.000 ft., aproximativ 3.35 km, deasupra nivelului mării) din masivul Marmolada. Cazărmile din lemn au fost construite în luna august a verii anului 1916, pentru a găzdui soldații Batalionului 1 al Regimentului Imperial de Infanterie Nr.III (1.Btl. KschRgt.III). Locația cazărmii a fost planificată să fie bine situată pentru a o proteja de atacurile italiene și pentru a oferi o apărare pe vârful contestatului Munte Marmolada. Barăcile au fost amplasate de-a lungul stâncilor pentru a fi protejate de focul direct al inamicului, iar locația era în afara razei de acțiune a mortarului cu unghi înalt.
În timpul iernii anului 1916, ninsori abundente și dezghețul brusc al Alpilor au creat condiții propice pentru avalanșe. De la începutul lunii decembrie, îngrămădirea zăpezii a fost înregistrată la 8-12 metri în vârf. Comandantul austro-ungar al 1. Btl. KschRgt. III, căpitanul Rudolf Schmid, a observat pericolul iminent cu care se confrunta compania sa. De teamă că poziția sa va fi în curând de nesuportat, căpitanul Schmid a scris o cerere superiorului său, feldmareșalul locotenent Ludwig Goiginger din Divizia 60 Infanterie. Apelul a fost în cele din urmă respins pentru a elibera baza de pe vârful Gran Poz. În cele opt zile dinaintea avalanșei, ninsorile și zăpada abundentă au întrerupt liniile telefonice de comunicație și au lăsat fiecare avanpost blocat din cauza lipsei de provizii.

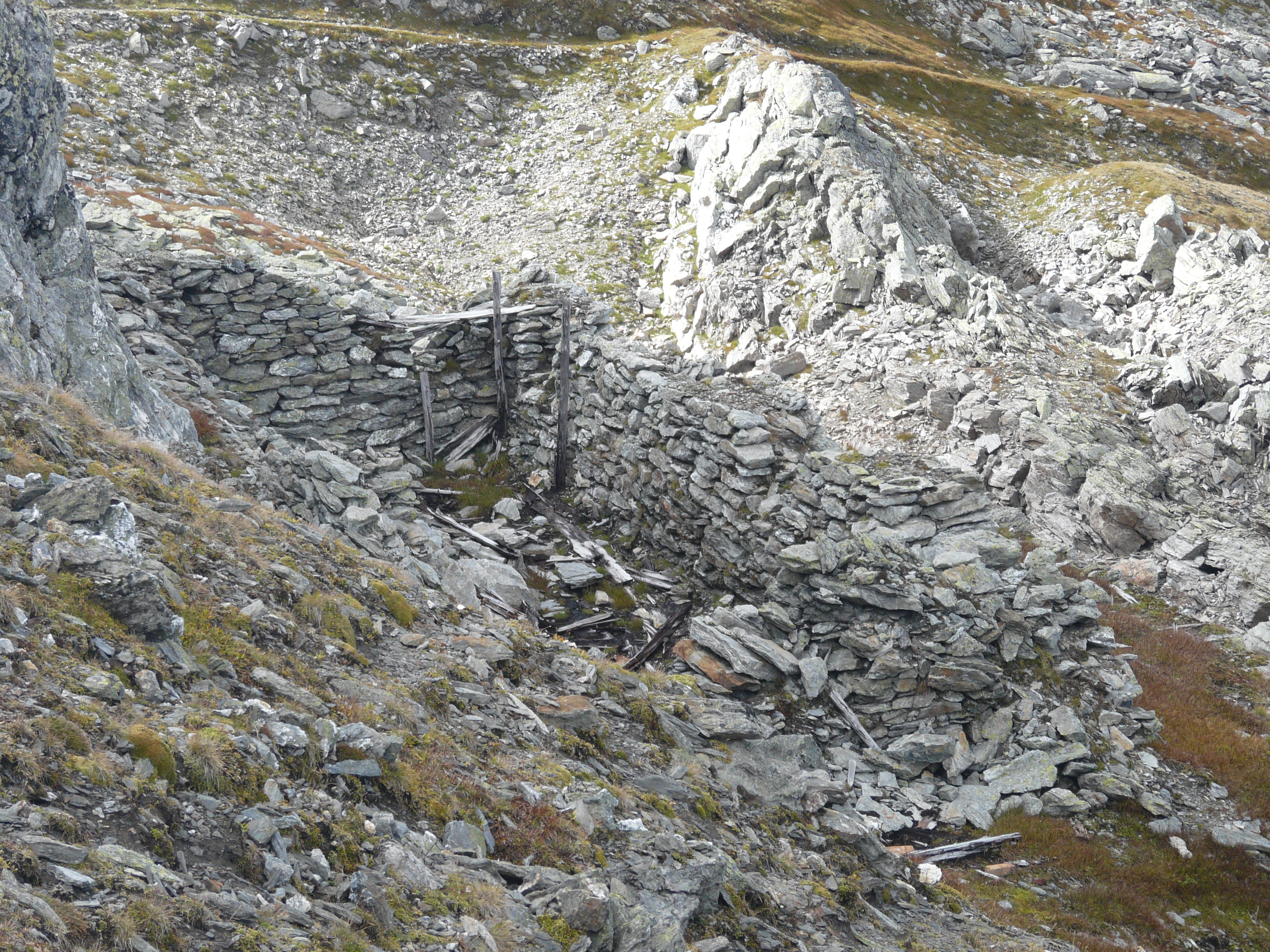
Rămășițele unui depozit de arme austro-ungar distrus, Marmolada

Pe 13 decembrie 1916, la ora 5:30, peste 200.000 de tone (aproximativ 1 milion de metri cubi) de zăpadă și gheață au căzut de pe versantul muntelui direct în cazarme. Clădirile din lemn pline de soldați s-au prăbușit sub greutatea avalanșei, strivindu-i pe ocupanți. Din cele 321 de trupe prezente, 229 erau infanterie de munte Kaiserschützen și 102 erau bosniaci dintr-o coloană de sprijin. Doar câțiva au fost trași în siguranță, în timp ce 270 de soldați fost îngropați de vii. Doar 40 dintre cadavre au fost recuperate vreodată din grămadă. Printre cei care au supraviețuit s-a numărat și căpitanul Schmid împreună cu locțiitorul său, care au scăpat răniți ușor.

## Avalanșele din Val Ciampi d'Arei
În noaptea de 13 decembrie, o avalanșă a lovit o divizie italiană din cadrul regimentului al 7-lea Alpini, năpădind peste cazarma lor de pe munte. Italienii au numit ziua dezastruoasă La Santa Lucia Nera (Sfânta Lucie Neagră) după Sfânta Lucia.

## Urmare
În urma Vinerii Albe, 10.000 de soldați din ambele tabere au fost uciși în decembrie din cauza avalanșelor. În total, a constituit cel mai mare număr de decese cauzate de zăpadă și resturi de gheață din avalanșe din istorie. Când sunt incluse toate decesele cauzate de avalanșă (aceasta incluzând alunecările de teren și de roci declanșate ulterior de o avalanșă), Vinerea Albă este al doilea cel mai grav dezastru legat de avalanșă înregistrat, după avalanșa Huascarán din 1970.
Trupa suedeză de heavy metal Sabaton a scris și interpretat piesa „Soldier of Heaven” din albumul lor din 2022, The War to End all Wars, aducând omagii și comemorând soldații care au murit în timpul avalanșei.